# Ulises 31
Ulises 31 (ユリシーズ31 Yurisiizu 31?) o Ulysses 31 es una serie de dibujos animados/anime franco-japonesa de 1981 que traslada la historia de la mitología griega de Ulises (Odiseo) al siglo XXXI. El programa consta de 26 capítulos de media hora de duración cada uno y fue producido por Tokyo Movie Shinsha (Japón) y DIC Entertainment (Francia). En España la serie fue emitida por TVE en los años 80, también fue emitida en Minimax y en algunas cadenas autonómicas en los 90, en Cataluña fue emitida por TV3 y en Galicia por TVG.

## Argumento
Ulises, al comando de la nave espacial Odiseus, destruye al gran Cíclope y rescata a un grupo de niños prisioneros incluyendo a su propio hijo Telémaco, despertando así la ira de los dioses. El dios Poseidón pide ayuda a Zeus para que sentencie a Ulises a vagar por el universo del Olimpo y congele a su tripulación, que permanece hibernada en la nave hasta que pueda encontrar el reino de Hades, tras lo que le será permitido volver a la Tierra.

## Personajes principales
- Ulises - Personaje principal y comandante de la nave Odiseus. Usa barba y cabello largo. Su esposa se llama Penélope.
- Telémaco - Hijo de Ulises y segundo de a bordo durante la mayor parte del trayecto. Es un preadolescente y es amigo y protector de Thais.
- Temis (la diosa griega de la justicia, en Francia y en Latinoamérica, y conocida como Thais en España) - Del planeta blanco Zotra, es una niña de piel azul, tiene ojos color miel y poderes telepáticos. Su hermano Numaios permanece hibernado junto con el resto de la tripulación. En los contenidos de los DVD editados en España aparece como Yumi.
- Nono - Androide de inteligencia artificial, compañero de Telémaco, al que le fue dado como obsequio por su padre.
- Shirka - El ordenador principal del Odiseus. Tiene voz femenina.

## Director de la serie
- Nagahama Tadao

## Guion
- Jean Chalopin
- Nina Wolmark

## Guía de episodios
La guía de capítulos aquí presentada ha sido realizada tomando como base el orden cronológico del país de origen de la serie, Francia. El primer capítulo fue emitido el 3 de octubre de 1981. Sin embargo el orden de episodios difiere en cada país, salvo por el primer y último episodio. Esto es así debido a que los 24 capítulos restantes son autoconclusivos y no afecta en nada a la historia general de la serie el orden de su emisión.
A pesar de ser una coproducción francojaponesa, no fue hasta 1986 cuando empezaron a editar la serie en video en Japón (en esas fechas la serie aún no había sido emitida por TV en ese país). Doce episodios fueron lanzados en video de mayo a julio de 1986 (tres volúmenes con cuatro episodios cada uno). Esos doce episodios fueron posteriormente emitidos por TV Asahi en 1988 los sábados de 17:30 a 18:00. Pero no fue hasta 1991 que se emitieron íntegramente los 26 capítulos de la serie (usando un nuevo doblaje japonés) por NHK Satellite 2.
| Episodio | Título                                 | Título               | Título                                       | Título                       | Título                                |
| Episodio | Francia                                | Japón                | España                                       | Reino Unido                  | Italia                                |
| 01       | Le Cyclope ou la malédiction des dieux | シクロープ           | Cíclope o la maldición de los dioses         | Vengeance of the Gods        | Il Ciclope                            |
| 02       | Hératos                                | エラトス             | Heratos                                      | The Black Sphere             | Heratos                               |
| 03       | Les Fleurs sauvages                    | 野生の花             | Las flores salvajes                          | Flowers of Fear              | I fiori malvagi                       |
| 04       | Chronos                                | クロノス             | El dios del tiempo                           | Chronos, Father of Time      | Chronos                               |
| 05       | La Planète perdue                      | 失われた惑星         | El planeta perdido                           | The Lost Planet              | Il pianeta perduto                    |
| 06       | Éole ou le coffret des vents cosmiques | エオール             | Eolo y el cofrecillo de los vientos cósmicos | Guardian of the Cosmic Winds | Eolo o il Cofanetto dei Venti Cosmici |
| 07       | Sisyphe ou l'éternel recommencement    | シジフォス           | Sísifo o el eterno recomienzo                | The Eternal Punishment       | Sisifo o l'eterno principio           |
| 08       | La Révolte des Compagnons              | コンパニオンの反乱   | La insurrección de los compañeros            | Mutiny on Board              | La rivolta degli amici                |
| 09       | Le Sphinx                              | スフィンクス         | La Esfinge                                   | Secret of the Sphinx         | La sfinge                             |
| 10       | Les Lestrygons                         | レストリゴン         | Los lestrígonos                              | Temple of the Lestrigones    | I Lestrigoni                          |
| 11       | Charybde et Scylla                     | カリブデとシーラ     | Los planetas opuestos                        | Trapped Between Fire and Ice | Scilla e Cariddi                      |
| 12       | Le Fauteuil de l'oubli                 | 忘却の椅子           | El sillón del olvido                         | The Seat of Forgetfulness    | La poltrona dell'oblio                |
| 13       | Les Sirènes                            | シレーヌ             | El tesoro de las sirenas                     | Songs of Danger              | Le Sirene                             |
| 14       | Le Marais des doubles                  | 第２の箱船           | La laguna de los dobles                      | Phantoms from the Swamp      | Le paludi dei doppi                   |
| 15       | La Deuxième Arche                      | ダブル惑星           | La segunda arca                              | Before the Flood             | La seconda arca                       |
| 16       | Circé la magicienne                    | シルセ               | La maga Circe                                | The Magic Spells of Circe    | La maga Circe                         |
| 17       | Nérée ou la vérité engloutie           | ネレー               | Nereo o la verdad tragada                    | The Hidden Truth             | Nereo o la verità nascosta            |
| 18       | Le Labyrinthe du Minotaure             | ミノタウロス         | El laberinto del Minotauro                   | Lost in the Labyrinth        | Il labirinto del Minotauro            |
| 19       | Atlas                                  | アトラス             | Atlas                                        | At the Heart of the Universe | Atlante                               |
| 20       | Le Magicien noir                       | ブラック・マジシャン | El mago negro                                | The Magician in Black        | Il mago nero                          |
| 21       | Les Révoltés de Lemnos                 | レムノスの反逆者     | Las revoluciones de Lemnos                   | Rebellion on Lemnos          | La rivolta di Lemnos                  |
| 22       | La Cité de Cortex                      | 機械惑星             | La ciudad de Córtex                          | City of Cortex               | La città di Cortex                    |
| 23       | Ulysse rencontre Ulysse                | ユリス対ユリス       | Ulises encuentra a Ulises                    | Strange Meeting              | Ulisse incontra Ulisse                |
| 24       | Les Lotophages                         | ロトファージュ       | Los devoradores de Lotos                     | The Lotus Eaters             | I Lotofagi                            |
| 25       | Calypso                                | カリプソ             | Calipso                                      | Calypso                      | Calipso                               |
| 26       | Le Royaume d'Hadès                     | アデス               | El reino de Hades                            | The Kingdom of Hades         | Il regno dell'Ade                     |

En España la cronología de la serie fue bastante distinta. La emisión original en RTVE empezó el 10 de octubre de 1982 y finalizó el 3 de abril de 1983. La serie se emitía los domingos a las 15:30 por la primera cadena de TVE. Posteriormente, la serie fue repuesta en la segunda cadena de TVE de lunes a jueves a las 19:10, cuya emisión empezó el 3 de julio de 1984 y finalizó el 19 de agosto de 1984. La edición en DVD de la serie editada en España no respeta la cronología de la emisión española ni tampoco la cronología de la emisión japonesa ni de la francesa. En la siguiente tabla se muestra la lista de episodios según su orden de emisión cronológica en RTVE.
| Episodio | Título                                       | Título | Título |
| 01       | Cíclope o la maldición de los dioses         |        |        |
| 02       | Nereo o la verdad tragada                    |        |        |
| 03       | El tesoro de las sirenas                     |        |        |
| 04       | Las revoluciones de Lemnos                   |        |        |
| 05       | El segundo arca                              |        |        |
| 06       | El sillón del olvido                         |        |        |
| 07       | La laguna de los dobles                      |        |        |
| 08       | La insurrección de los compañeros            |        |        |
| 09       | Atlas                                        |        |        |
| 10       | Ulises encuentra a Ulises                    |        |        |
| 11       | El mago negro                                |        |        |
| 12       | La ciudad de Córtex                          |        |        |
| 13       | Hératos                                      |        |        |
| 14       | El laberinto del Minotauro                   |        |        |
| 15       | Eolo y el cofrecillo de los vientos cósmicos |        |        |
| 16       | Los devoradores de Lotos                     |        |        |
| 17       | El planeta perdido                           |        |        |
| 18       | Sísifo o el eterno recomienzo                |        |        |
| 19       | Calipso                                      |        |        |
| 20       | La maga Circe                                |        |        |
| 21       | Los Lestrígonos                              |        |        |
| 22       | Los planetas opuestos                        |        |        |
| 23       | La Esfinge                                   |        |        |
| 24       | El dios del tiempo                           |        |        |
| 25       | Las flores salvajes                          |        |        |
| 26       | El reino de Hades                            |        |        |